# Georg Carl Treitschke
Georg Carl Treitschke (* 27. Dezember 1783 in Dresden; † 2. September 1855 in Dresden) war ein deutscher Jurist, Rechtsgelehrter und Schriftsteller.
Zu seiner Zeit war er einer der führenden Juristen in Deutschland. Aufgrund des ansteigenden Handelsverkehrs veröffentlichte er juristische Bücher und Kommentare und trug damit zur allgemeinen Rechtssicherheit bei. Im Waren- und Handelsrecht war er Universitäts-Lehrer. Bei dem immer mehr zur Geltung kommenden Unterrichtsstoff in Waren-, Handels- und damit zusammenhängenden Finanzierungsfragen an anderen Lehranstalten war er ein gefragter Ratgeber. Daneben bearbeitete er als Schriftsteller geschichtliche Themen und veröffentlichte als politischer Possenschreiber Geschichten zum Zeitgeschehen.

## Leben
Treitschke war der älteste Sohn von Karl-Friedrich Treitschke, Hof- und Justizrat in Dresden und Vertreter der Landesregierung beim Reichskammergericht in Wetzlar, und seiner Frau Elenore Friederike geb.  Lindemann. Seine beiden jüngeren Brüder Eduard Heinrich und Franz Adolf wurden 1821 geadelt. Deren Nachkommen waren der Historiker Heinrich von Treitschke und der General Heinrich Leo von Treitschke. Seine Schwester ist Charlotte Emilie Treitschke, verh. Weinlig, ihr Sohn Albert Christian Weinlig.
Nach dem Abitur, dem Studium der Rechtswissenschaften und der Promotion in Leipzig wurde Treitschke im Jahre 1811 in Leipzig Advokat. 1812 war er als Akziseinspektor in Lützen tätig, wurde 1814 Generalakziseinspektor in Leipzig und dort von 1821 bis 1834 Oberhofgerichtsadvokat. 1836 war er königlich Sächsischer Appellationsgerichtsrat in Dresden und 1846 geheimer Gerichtsrat im Justizministerium in Dresden. Er führte Anfang 1849 in der ersten bürgerlichen Regierung in Sachsen das Amt des Justizministers, wenn auch nur interimistisch für wenige Wochen. Von 1850 bis zu seinem Tod 1855 war er Ministerialrat in Dresden.
Treitschke erkannte schon aus eigenen praktischen Erfahrungen in der Messestadt und aufsteigenden Handelsmetropole Leipzig, dass durch den zunehmenden Handelsverkehr mit den unterschiedlichsten Handelsarten juristische Hilfestellungen für den Anwender durch entsprechende Literatur und juristische Kommentare gegeben werden mussten. Als Beisitzer der Leipziger Juristenfakultät (1829–1835) gab er Vorlesungen, u. a. über eines seiner Spezialgebiete, das Wechselrecht. Grundlage hierzu war sein Buch „Handbuch des Wechselrechts“ in Ergänzung mit dem von ihm verfassten „Alphabetische Encyclopädie der Wechselrechte und Wechselgesetze“, ein in Fachkreisen anerkanntes Nachschlagewerk für die tägliche Anwendung. Von Treitschke stammt die Übersetzung der Bände 14 und 17 des „Corpus Juris civilis“ ins Deutsche. Weitere Lehrinhalte waren Handelsrecht und Europäisches Völkerrecht (wahlweise auch in französischer Sprache).
Einige Jahre später erkannte man, dass durch den ständig anwachsenden Handelsverkehr das Wechselrecht reformiert werden musste. Auf Initiative des Bundesstaates Preußen wurden die kompetentesten Juristen aller Bundesländer nach Leipzig, dem nunmehr anerkannten Wirtschaftsstandort, zu einer Wechselrechts-Konferenz eingeladen. Ziel war die Beseitigung der Rechtszersplitterung und Schaffung eines einheitlichen, gesamtdeutschen Wechselrechts. Unter wesentlicher Mitarbeit von Treitschke und Christian G. Einert wurde ein neues Wechselrecht geschaffen, dass sich vom Römischen Recht lossagte und den Anforderungen des modernen Handels gerecht wurde. Vom Bundestag in Frankfurt am Main wurde das neue Wechselrecht im Jahre 1848 verabschiedet.
Treitschkes Aufsatz „Einige Fragen, Actiengesellschaft betreffend“ wurde im Jahre 1841 in der Zeitschrift für Deutsches Recht und Rechtswissenschaft veröffentlicht. Er setzte sich hier für eine gesetzliche Regelung des Aktienrechts ein. Er wandte sich gegen die bisherige schiedsgerichtliche Praxis und baute für einen weitgehend rechtsfreien Raum erste Rechtsprinzipien u. a. zum Schutz der Aktionäre auf. Ein Vierteljahrhundert später wurde dieser Ansatz von Achilles Renaud zu einem weitgehenden Konzept des Gesellschafterschutzes übernommen.
Sicherlich wurde Treitschke durch die verwandtschaftliche Beziehung zu seinem Neffen Albert Christian Weinlig im Praxisbezug seiner Arbeit stark geprägt. Weinlig war anerkannter Wirtschaftsfachmann in Sachsen. Der Entwurf für das Deutsche Patentgesetz und das Postgesetz (vom 1. Januar 1868) stammt von ihm. Das Allgemeine Deutsche Handelsgesetzbuch entstand unter seiner Mitwirkung.
Schon in jungen Jahren betätigte sich Treitschke neben seinem Juristenberuf als Schriftsteller. Inhalte waren sowohl geschichtliche Themen wie in der „Geschichte Thomas Münzers“ und politische Possenspiele wie „Deutschland im Schlaf“ und „Deutschlands Morgentraum und Erwachen“, als Beiträge zum aktuellen politischen Tagesgeschehen. Treitschke starb im Alter von 72 Jahren in seiner Geburtsstadt Dresden.